# Mazagran (Mostaganem)
Pour les articles homonymes, voir Mazagran.
Mazagran (également orthographiée Mazaghran ou Masagran) est une commune côtière limitrophe de la ville de Mostaganem en Algérie, dans la wilaya du même nom. 
Mazagran est entourée par les communes de Hassi Mameche et de Stidia. Elle est située à trois kilomètres du centre-ville de Mostaganem.

## Toponymie
Mazagran est une expression berbère composée de deux mots : ma (l'eau) et zagran (abondance). L'historien El Yagoubi cite le nom de Mazagran dans l'un de ses ouvrages, paru en 905, tandis que le géographe Abou Abid nomme la ville Tamazaghrane dans ses écrits en 1094.

## Géographie

### Situation
La commune est située à l'ouest de la wilaya de Mostaganem, à 3 km au sud du centre-ville de Mostaganem sur la côte méditerranéenne, c'est une seconde agglomération urbaine aux abords de la ville de Mostaganem.
|                  | Mostaganem |               |
| Mer Méditerranée | Mazagran   | Hassi Mameche |
|                  | Stidia     |               |

### Routes
La commune de Mazagran est desservie par plusieurs routes nationales:
- Route nationale 11: RN11 (Route d'Oran).
- Route de chemin des crête
- Route de Hassi Mamach
- Route de Sablette
- Route de nouveaux quartiers (El Grave)

## Histoire

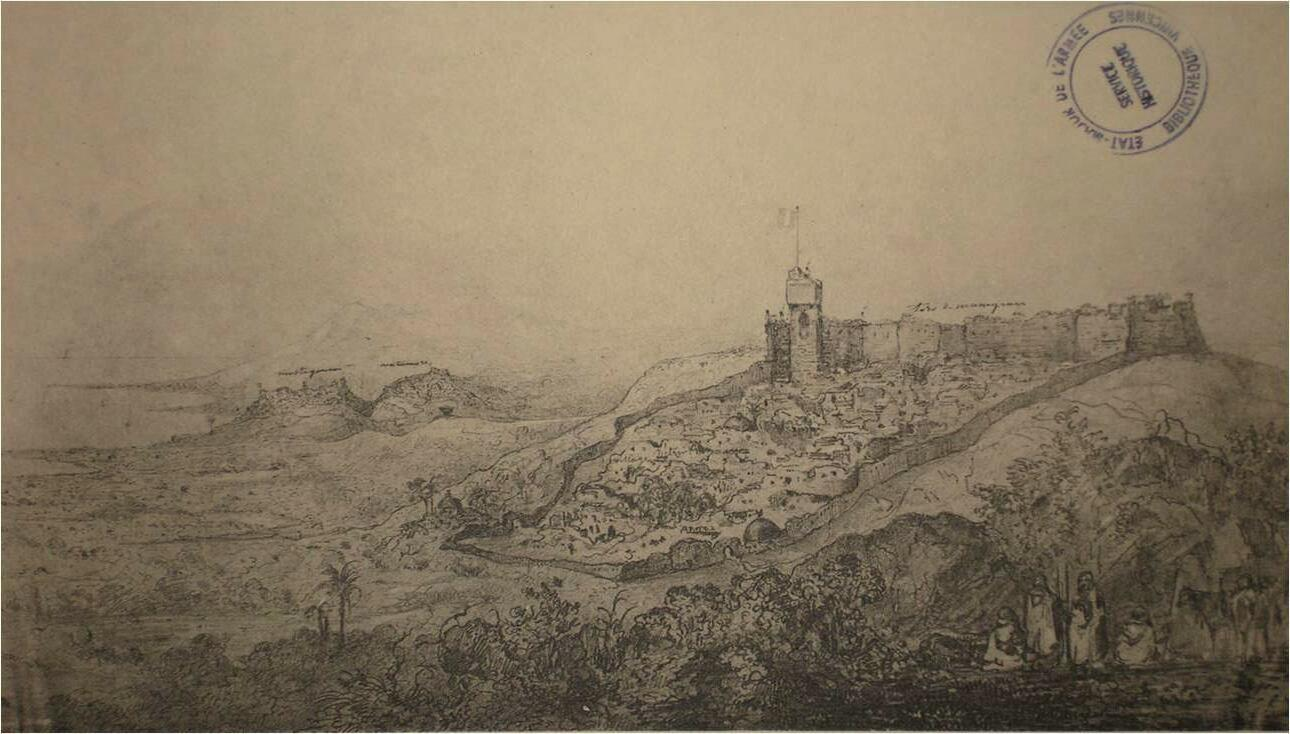
Mazagran, esquisse, 1841.

La cité est fondée en 905 par l'émirat des Houaras, qui y érigèrent une citadelle donnant naissance à la première ville de Mazagran.
En août 1558, les troupes espagnoles dirigées par le comte d'Alcaudète, gouverneur d'Oran y subirent une sévère défaite lors de la première bataille de Mazagran, qui empêcha les Espagnols de s'emparer de Mostaganem.

### Bataille de Mazagran

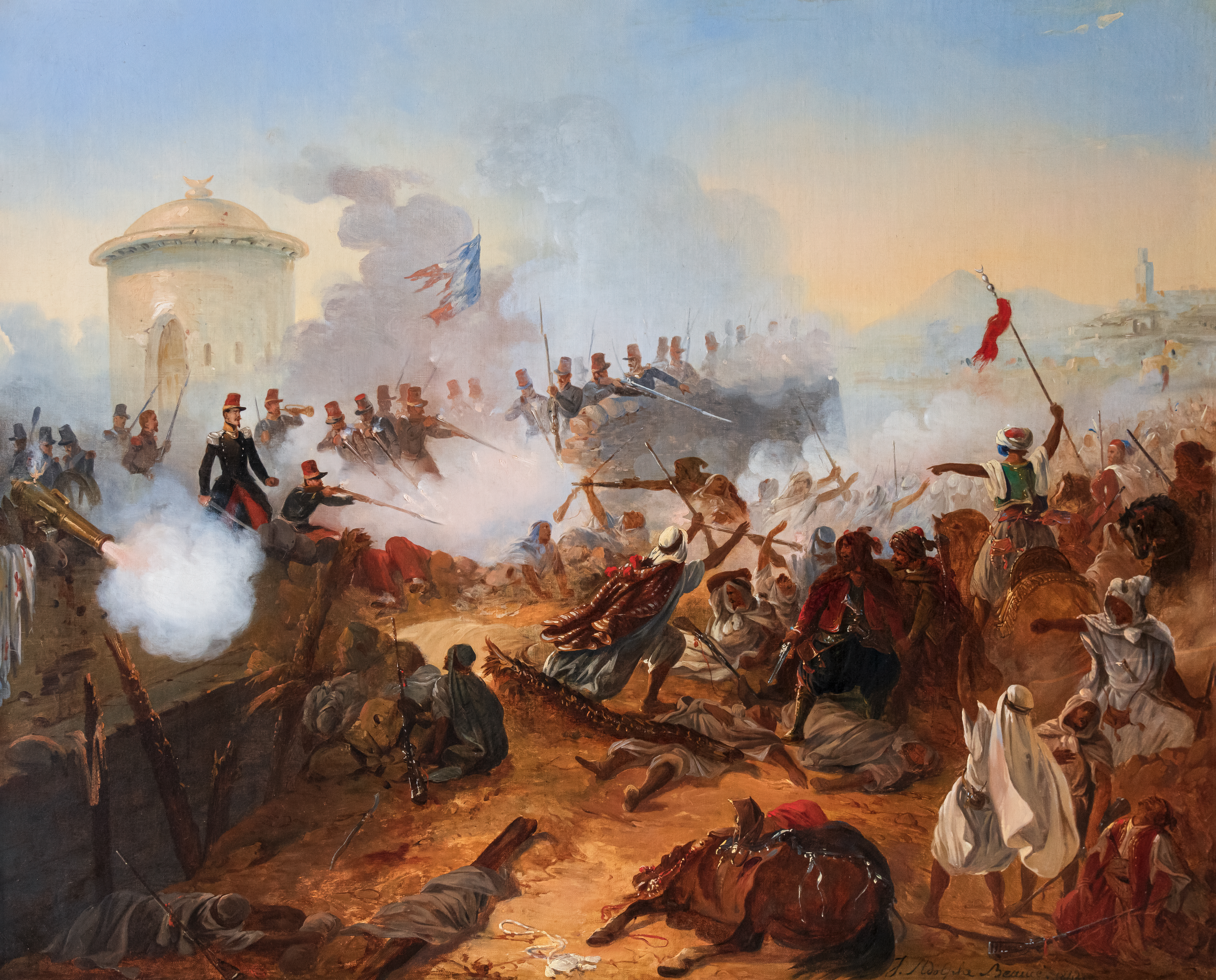
Défense héroïque du capitaine Lelièvre à Mazagran, tableau de Jean-Adolphe Beaucé représentant la bataille.

En février 1840, Mazagran fut à nouveau le lieu d'un célèbre combat, la bataille de Mazagran, qui opposa 124 chasseurs (et deux sapeurs du génie) de la 10e Cie du 1er bataillon d'infanterie légère d'Afrique sous les ordres du capitaine Lelièvre, à plusieurs milliers de soldats de l'émir Abd-el-Kader, dirigés par Mustapha ben Tami, qui tentèrent sans succès d'investir une redoute sommaire. Une colonne fut élevée sur ce lieu pour commémorer ce combat qui fut, à l'époque, popularisé par la presse française.
Les soldats français  se donnaient habituellement du courage en buvant du café additionné d'eau-de-vie. L'eau-de-vie venant à manquer, les hommes burent le café sucré et étendu d'eau fraîche. Plus tard, les militaires continuèrent  à prendre le café « comme à Mazagran », et cette expression, bientôt réduite à « Mazagran »  se répandit dans l'armée, puis les civils l'adoptèrent. Dans les cafés parisiens, on employait  le nom de mazagran  pour désigner le café servi dans un verre, afin de pouvoir y ajouter de l'eau, une tasse étant trop petite.
On donna ensuite le nom de mazagran à un type de récipient adapté à cette boisson. C'est une tasse haute à pied et sans anse fabriquée à l'origine à la manufacture de Bourges. La majorité des « lapins » du capitaine Lelièvre étaient berrichons (le «lapin» est le surnom en argot militaire du chasseur).
Plusieurs voies de villes françaises, dont une voie 10e arrondissement de Paris ouverte en 1840, ont été nommées rue de Mazagran d'après cette bataille. Mazagran est aussi devenu le nom de lieux-dits de l'Est de la France, nom rapporté par des soldats.
La propriété de l'Hermitage, à Mazagran, qui appartenait à Maître Henry Giroud (mort en 1940), avocat célèbre à Mostaganem, a été pour un temps la résidence du général Giraud, durant la Seconde Guerre mondiale, qui a été, dans les lieux mêmes,  la cible d'une tentative d'attentat. Charles de Gaulle a rendu visite au général Giraud dans cette propriété.

## Administration
En 1869, Mazagran obtient le statut de commune à part entière, indépendante de la ville de Mostaganem, avec comme seconde agglomération, la localité d'Ouréah. En 1965, elle perd son statut de commune et elle est rattachée comme en qualité d'agglomération secondaire de la commune de Mostaganem. Elle devient de nouveau une commune à part entière à la suite du découpage administratif de 1984.
La commune possède plusieurs établissements scolaires publics. En 2011, elle comptait sept écoles primaires, cinq collèges et un lycée.

## Démographie
Selon le recensement général de la population et de l'habitat de 2008, la population de la commune de Mazagran est évaluée à 22 016 habitants contre 15 120 en 1998. C'est la commune de la wilaya de Mostaganem qui enregistre le plus fort taux de croissance annuel (3,9 % contre 1,6 % pour l’ensemble de la wilaya sur la période 1998-2008.)

## Économie
Mazagran est devenu un pôle touristique avec l'aménagement de la plage Les Sablettes et la station balnéaire d'Oureah. Elle connait des affluences record pendant les saisons estivales. Les terres agricoles représentent 60 % de la superficie de la commune. La culture dominante y est l'arboriculture, en particulier les agrumes, l'olivier et le grenadier.

## Patrimoine

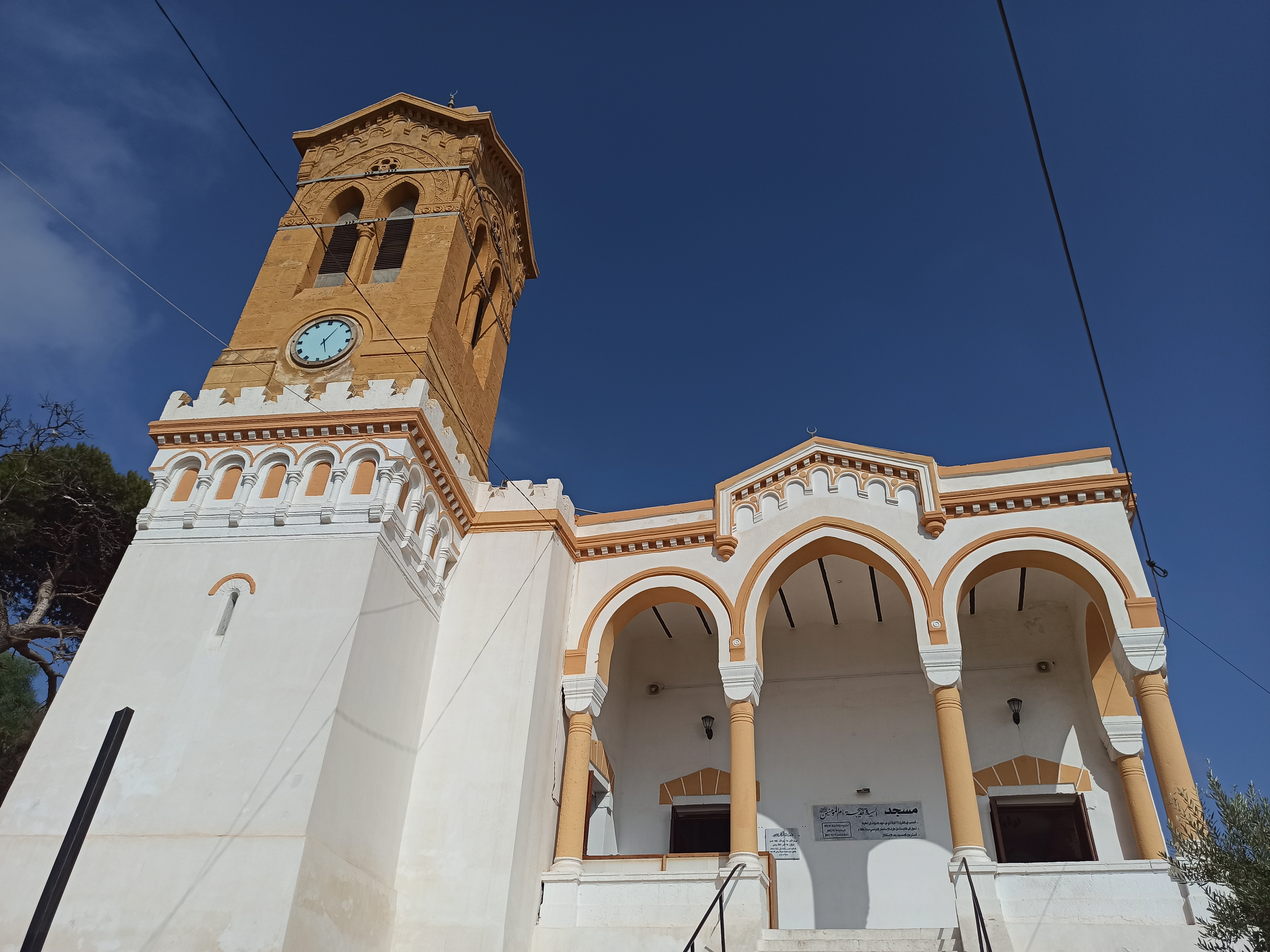
Mosquée de Sayyida Khadija, transformée en église pendant la colonisation française.

Mazagran abrite la mosquée Oum El Mouminine, une mosquée construite en 1098, et transformée en église pendant la colonisation française.

## Vie quotidienne
La tradition du maraboutisme demeure ancrée dans la région, un saint personnage de la région: Sidi Belkacem y étant particulièrement vénéré. Son tombeau accueille quotidiennement, et surtout le vendredi de nombreux pèlerins, en particulier des femmes. Ce mausolée perché sur un mamelon et dominant la mer est également un point de passage des cortèges nuptiaux. Selon la tradition de la région du Dahra, la visite rituelle des mausolées est une étape importante pour les nouveaux mariés qui viennent obtenir la bénédiction du saint.